# Wilhelm Gerhard Walpers
Wilhelm Gerhard Walpers est un botaniste allemand, né en 1816 à Mühlhausen et mort en 1853 à Berlin.
Il obtient son doctorat à Greifswald en 1839. Il fait paraître Repertorium botanices systematicæ (six volumes, 1842 à 1847, Annales botanices systematicæ (trois volumes, 1848 à 1853.